# Umut Meraş
Cengiz Umut Meraş (* 20. prosince 1995 Istanbul) je turecký profesionální fotbalista, který hraje na pozici levého obránce za francouzský klub Le Havre AC a za turecký národní tým.

## Klubová kariéra
Dne 31. srpna 2018 Meraş přestoupil do Bursasporu po několika úspěšných sezónách v dresu Bolusporu. Debutoval v ligovém zápase proti Istanbulu Başakşehir 21. září 2018.
V srpnu 2019 se Meraş připojil k druholigovému francouzskému klubu Le Havre AC, poté co podepsal smlouvu na čtyři roky.

## Reprezentační kariéra
Meraş debutoval v turecké reprezentaci dne 30. května 2019 v přátelském utkání proti Řecku.
Dne 1. června 2021 byl nominován trenérem Şenolem Güneşem na závěrečný turnaj Euro 2020.